# Балдыж (Брянская область)
Балды́ж (в старину Болдыж) — деревня в Брянском районе Брянской области, в составе Глинищевского сельского поселения. Расположена в 0,5 км к югу от села Глинищево. Население — ↗28 человек (2013).

## История
Впервые упоминается в начале XVII века как существующее село, владение Безобразовых (в XVIII веке временно появляется другое название — Богородицкое); в XIX веке — владение В. Д. Азанчевского, И. И. Коровкевича.
К началу XVII века в селе существовал приходской храм Флора и Лавра (сгорел в годы Смуты); в 1690-х гг. был построен каменный храм (упразднён по ветхости в начале XX века).
В XVII—XVIII вв. входила в состав Подгородного стана Брянского уезда; с 1861 по 1924 в Госамской волости Брянского (с 1921 — Бежицкого) уезда. В 1924—1929 в Овстугской волости; с 1929 года в Брянском районе.
С 1920-х гг. входила в Глинищевский сельсовет.